# Висоза (Алагоас)
Висоза (порт. Viçosa)  —  муниципалитет в Бразилии, входит в штат Алагоас. Составная часть мезорегиона Восток штата Алагоас. Входит в экономико-статистический микрорегион Серрана-дус-Киломбус. Население составляет 26 050 человек на 2007 год. Занимает площадь 365,153 км². Плотность населения — 73,3 чел./км².
Праздник города — 13 октября.

## История
Город основан в 1790 году.

## Статистика
- Валовой внутренний продукт на 2003 год составляет 49 554 (2003) реалов (данные: Бразильский институт географии и статистики).
- Валовой внутренний продукт на душу населения на 2003 год составляет 1 813 реалов (данные: Бразильский институт географии и статистики).
- Индекс развития человеческого потенциала на 2000 год составляет 0,633 (данные: Программа развития ООН).

## География
Климат местности: субтропический гумидный.

## Известные уроженцы
- Ребелу, Альдо — бразильский государственный деятель, политик.